# Suabos del Danubio
Suabos del Danubio (en alemán: Donauschwaben, en húngaro: Dunai-Svábok o Dunamenti németek, en rumano: Șvabi o Șvabi Dunăreni, en serbio: Дунавске Швабе, Dunavske Švabe, en croata: Podunavski Švabe, en búlgaro: дунавски шваби, dunavski shvabi) es el término genérico para referirse a los alemanes étnicos (no necesariamente suabos) que vivieron en el antiguo Reino de Hungría, especialmente en el valle del río Danubio. 
Se debe tener en cuenta que, dado que el Reino Hungría no existe más, tras el corrimiento de fronteras, las históricas colonias de los suabos del Danubio hoy no necesariamente se encuentran en el actual país de Hungría (que es mucho más pequeño de lo que era el reino), sino también en Serbia (especialmente en la provincia serbia de Voivodina, limítrofe al norte con el actual país de Hungría —alemanes de Serbia—) o en Rumania (suabos del Bánato, radicados especialmente en la región de la ciudad de Timișoara), entre otros países. Asimismo, no se debe perder de vista que Serbia formó parte de Yugoslavia durante algunos años, por lo que ha sido referida de esa manera en algunos pasaportes, lo que puede aumentar la complejidad (alemanes de Yugoslavia). 
Esta situación ha hecho que, más allá del término suabos del Danubio, existan denominaciones específicas para los diferentes grupos de alemanes étnicos de cada lugar, por la problemática que se presentó a partir de los corrimientos de fronteras que se dieron a lo largo de la historia. Por ejemplo, el término alemanes de Hungría o Ungarndeutsche puede no incluir a todos los que quieran referirse. Más aún, la existencia del Imperio austrohúngaro, que unió a Hungría y Austria bajo un mismo monarca, planteó desafíos adicionales en términos de denominación. 
Después de la Primera Guerra Mundial y la partición del reino de Hungría, los suabos del Danubio que quedaron del lado de Rumania son conocidos como suabos del Bánato (en alemán, Banater Schwaben). A su vez, en el pasado, las áreas de asentamiento fueron extendiéndose cada vez más. Por eso, de acuerdo al diferente destino de los territorios en donde se asentaron, los suabos del Danubio se subdividen en diversos grupos. Estos incluyen los suabos del Bánato mencionados, los suabos de Satu Mare (en alemán, Sathmarer Schwaben), los alemanes de Voivodina en Voivodina de Serbia (Wojwodinedeutsche) y Eslavonia de Croacia (especialmente en la región de Osijek), etc.
Los alemanes de los Cárpatos (en alemán, Karpatendeutsche, en la actual Eslovaquia) y los sajones de Transilvania (Siebenbürger Sachsen o Siebenbürgensachsen) no se incluyen en el grupo de suabos del Danubio. Sin embargo, estos últimos, sí forman parte de los alemanes de Rumania. 
Con todo, los alemanes étnicos de Hungría dieron un enorme impulso a Hungría, contribuyendo en mucho a su desarrollo desde todas las áreas. Ya en el siglo XVIII buena parte de la población de Hungría era de origen alemán, como resultado de las invitaciones expresas que se les hacían a los alemanes con el fin de que fueran a poblar. Budaörs, por ejemplo, una aldea en los suburbios de la actual Budapest, tenía 5281 residentes alemanes y solo 308 húngaros.

## Aporte cultural de los suabos del Danubio a Hungría
Aunque los suabos del Danubio fueron obligados a inscribir sus nombres de pila en idioma húngaro en los registros, los apellidos alemanes de muchas personalidades destacadas de Hungría son aún hoy evidentes, tanto como lo han sido sus inmensos aportes al país.
Las más grandes obras arquitectónicas de Budapest, por ejemplo, fueron diseñadas por los alemanes étnicos de Hungría. Por caso, el Castillo de Buda, el antiguo Palacio Real, el monumento más grande de Hungría donde se encuentra la Galería Nacional Húngara, le debe su aspecto actual a los arq. Miklós Ybl, suabo del Danubio considerado el más grande arquitecto de Hungría, y Alajos Hauszmann, otro suabo del Danubio cuyos padres procedían de Baviera, Alemania. El arq. Miklós Ybl también fue el autor del mercado Várkert Bazár (Patrimonio de la Humanidad), el edificio principal de la Universidad Corvinus de Budapest y lujosas construcciones alrededor del barrio del palacio, como la Mansión Festetic, que aún hoy alberga la universidad de Hungría completamente de habla alemana, o el Palacio Wenckheim de la localidad de Szabadkígyós.
El colosal edificio de estilo neogótico del Parlamento de Hungría fue obra del arq. Imre Steindl, otro suabo del Danubio, y la más grande catedral Basílica de San Esteban de Budapest fue diseñada por los arq. József Hild, luego Miklós Ybl, y luego József Kauser, todos ellos con la misma ascendencia. El arq. Hild también diseñó la Catedral basílica de San Juan Apóstol (Eger). 
Por otro lado, la fantástica Ópera Nacional de Hungría es otro caso paradigmático: fue diseñada por el arq. Miklós Ybl, y a su vez, en la fachada del edificio, hay 2 estatuas: una de Ferenc Erkel, nada menos que el compositor del Himno Nacional de Hungría (quien a su vez era otro suabo del Danubio) y la otra es de Franz Liszt, el virtuoso pianista húngaro también de ascendencia germana. Al mismo tiempo, ambas estatuas fueron realizadas por Alajos Strobl, un reconocido escultor húngaro de origen alemán. 
Asimismo, los Baños Széchenyi, los mayores y muy afamados baños termales de Europa diseñados en estilo neobarroco, fueron obra del arq. Győző Czigler, también de ascendencia germana. El palacio de Justicia de Budapest fue obra del arq. Alajos Hauszmann, mientras que la Galería de Arte de Budapest fue obra del arq. Albert Schickedanz, nacido en una familia de alemanes. El icónico Anantara New York Palace Budapest Hotel fue diseñado por el arq. Alajos Hauszmann, junto a los también arquitectos de origen alemán nacidos en Hungría Flóris Korb y Kálmán Giergl. Estos dos últimos, a su vez, fueron autores de la Academia de Música Ferenc Liszt, de la Biblioteca de la Universidad Central de Cluj-Napoca, del Palacio Klotild, del lujoso edificio de rentas Palacio Király de Budapest (Királyi Bérpalota), de la sede del colegio de abogados de Budapest (Ügyvédi kamara székháza) y del Palacio Eiffel, entre varios otros, mientras que el arq. Korb diseñó la Universidad de Debrecen.
El arq. Ferenc Pfaff, en tanto, dotó a Hungría de varias estaciones de ferrocarril: la Estación de Timișoara Nord (demolida), la Estación Central de Zagreb, la estación de la ciudad de Pécs y la estación Miskolc Tiszai de la ciudad de Miskolc, entre otras. El arq. Ignác Alpár (Ignác József Schöckl) fue el autor de la sede del Banco Nacional de Hungría, del Banco Nacional de Comercio de Hungría (durante mucho tiempo funcionó como edificio del Ministerio del Interior), del Banco de Crédito General de Hungría (actualmente el edificio del Ministerio de Finanzas), de la Primera Caja de Ahorros de Hungría (actualmente edificio del Tesoro), y de los antiguos edificios de la Bolsa de Valores, Budapest (Tőzsdepalota, durante mucho tiempo albergó la Televisión Nacional Húngara), el Castillo de Vajdahunyad, el Palacio Anker, de los ayuntamientos de las localidades de Sighișoara, Cluj-Napoca, Deva, Nyíregyháza, etc. 
El ingeniero suabo del Danubio Ferenc Reitter desempeñó un papel importante en la planificación urbana de Buda, Pest y luego de la capital unida (Budapest) como Presidente del Consejo de Obras Públicas de Budapest. Fue el impulsor de grandes obras de higiene y alcantarillado. 
En tanto, András Mayerhoffer (nacido en Salzburg cuando Austria aún no existía) estuvo entre los muchos germanos que se radicaron en Buda, a orillas del Danubio, y fue una de las principales figuras de la arquitectura barroca-rococó de Hungría, considerado el inventor del tipo de castillo barroco típicamente "húngaro". Fue el autor del Palacio de Gödöllő, el Palacio de Grassalkovich (por entonces ubicado dentro del Imperio Austrohúngaro, actual residencia del Presidente de Eslovaquia) y en consecuencia del estilo conocido como "estilo Grassalkovich", el Palacio Nagytétény, el Palacio de Raday, el Palacio de Peterffy, la Iglesia ortodoxa de San Jorge y la Iglesia de la Anunciación ortodoxa serbia de la ciudad de Szentendre, entre muchas otras. András Mayerhoffer tuvo 2 hijos, János y András, los cuales también fueron arquitectos que enriquecieron la arquitectura barroca de la actual Hungría con obras destacadas. Valgan esos ejemplos, entre tantos más que existen, para cuantificar el enorme aporte de los alemanes de Hungría al reino (actual país) que los invitó a poblar para que ayudaran a desarrollarlo.
Los alemanes del Danubio contribuyeron en muy diversas áreas al desarrollo local. György Klapka fue uno de los generales húngaros más importantes de la Guerra de Independencia de Hungría de 1848-1849, político, miembro del Parlamento húngaro y viceministro de Guerra. Sándor Wekerle fue el primer ministro de Hungría no noble y ocupó ese cargo 3 veces. Franz Eisenhut, uno de los más grandes pintores académicos de Austria-Hungría en la segunda mitad del siglo XIX, era también un suabo del Danubio. János Halmos (nacido János Haberhauer, hijo de Hubert Haberhauer y Magdolna Schultz) fue el alcalde de Budapest entre 1897 y 1906. Károly Kerényi (apellido original: Kinzig) fue uno de los fundadores de los modernos estudios sobre mitología griega. La novelista suaba del Danubio Herta Müller (esposa del novelista también suabo del Danubio Richard Wagner) ganó el Premio Nobel de Literatura de 2009, entre tantos otros.
La expulsión de los alemanes étnicos con el mero criterio de odio racial no sólo constituyó un crimen de guerra que produjo enorme sufrimiento y muerte a sus víctimas, sino que marcó el declive de esos países en todas las áreas en las que los alemanes hacían grandes contribuciones.

## Confiscación de bienes y expulsión de los alemanes étnicos
Hacia el final de la Segunda Guerra Mundial, con el avance del ejército soviético, decenas de miles de suabos del Danubio debieron huir hacia el oeste delante del ejército, dado que los rusos iban arrasando con todas las aldeas civiles de alemanes étnicos que encontraban a su paso. Después de la guerra, los suabos del Danubio restantes fueron privados de sus derechos, sus propiedades fueron confiscadas y muchos fueron deportados a campos de trabajo forzado gulags ubicados en la Unión Soviética, sólo por su etnia. Hungría y otros países expulsaron a sus alemanes étnicos. En Yugoslavia, los alemanes étnicos locales fueron culpados colectivamente por las acciones de la Alemania nazi, pese a que perseguir a todo un grupo étnico aduciendo "culpas colectivas" representa un crimen de guerra. Inmediatamente después del final de la guerra, las tropas partisanas llevaron a cabo asesinatos masivos de numerosos suabos del Danubio yugoslavos. Posteriormente, las autoridades yugoslavas confinaron a los sobrevivientes a campos de trabajo forzado e internamiento, sometiéndolos a la esclavitud. Tras la disolución de los campos, la mayoría de los suabos del Danubio yugoslavos sobrevivientes abandonaron el país y buscaron refugio en Alemania, otras partes de Europa o países de las Américas.
Sin embargo, ya en esa etapa, emigrar era muy difícil. En 1988, por ejemplo, el régimen comunista de Rumania liderado por el dictador Nicolae Ceaușescu le exigía a Alemania (entonces la República Federal de Alemania o Alemania Occidental) que pagara casi 4 mil euros actuales por «cabeza», es decir, por cada sobreviviente alemán étnico de Rumania que Alemania quisiera salvar haciéndolo emigrar a su tierra ancestral. La dictadura comunista obligaba de esta manera a Alemania a tener que pagar por su propia gente, forzándola a aceptar una compraventa de seres humanos.
Tras el derrocamiento del dictador rumano, miles de suabos del Bánato sobrevivientes emigraron a Alemania.

## Destinos
De la población de antes de la guerra de 1,4 a 1,5 millones de suabos del Danubio, la gran mayoría de los sobrevivientes se reasentaron en países de habla alemana: alrededor de 660 000 en Alemania y alrededor de 150 000 en Austria. Muchos otros suabos del Danubio emigraron a los Estados Unidos, Canadá, Brasil, Argentina y Australia. Las comunidades de la diáspora de los suabos del Danubio mantienen su lengua y costumbres en numerosas sociedades y clubes. Aun así, el número de organizaciones se está reduciendo a medida que mueren las generaciones que vivieron en las tierras natales del Danubio.

### En Argentina

#### SigloXIXy comienzos delXX: principalmente en provincias
A finales del siglo XIX, en el período de la Gran inmigración europea en Argentina, muchos alemanes del Volga emigraron al país y se establecieron en el interior, fundado sus propias colonias agrícolas en provincias específicas, como en el centro y sur de la Provincia de Buenos Aires, este de la Provincia de La Pampa y Provincia de Entre Ríos, entre otras, donde mantuvieron sus valores y tradiciones. Dado que los alemanes del Volga habían llevado a cabo una emigración a la Argentina altamente planificada (con emisarios que previamente habían evaluado las condiciones del suelo y radicación, negociado los contratos, etc., e incluso luego habían trazado sus propias aldeas, construyendo sus propias iglesias, escuelas, caminos, etc.), muchos de los otros alemanes que llegaron en menor medida, como los alemanes del mar Negro, entre otros alemanes de Rusia y de Europa, incluidos los suabos del Danubio, tendieron a sumarse a esas colonias, o a radicarse en tierras muy próximas a ellas, donde la comunicación, el culto religioso (católico) y los trámites en general se les hicieron mucho más sencillos gracias a la lengua en común.
Aunque Argentina registraba a los inmigrantes solo por su lugar de nacimiento, y por tanto en los registros estos inmigrantes no figuran como de etnia alemana (como sí figuraban en sus imperios o países de origen), eso no tenía ningún impacto en el accionar de los inmigrantes: ellos de cualquier manera se reunían en el país con base en su conciencia étnica. En ese sentido, un caso curioso resulta el del arquitecto suabo del Danubio Johannes Kronfuss quien, tras ganar un concurso internacional de arquitectura en 1908 celebrado por el Estado, se radicó en Argentina el año siguiente. Aunque muchas veces era inocentemente referido como húngaro por la prensa nacional, él hablaba alemán, en Alemania tradujo su nombre de pila al alemán, tomó la ciudadanía alemana antes de emigrar a la Argentina, y siempre se relacionó con la comunidad alemana residente en el país receptor, siendo asimismo reconocido como tal.
Con todo, la emigración de alemanes de Rusia al país no llegó mucho más allá de 1917, año de la revolución rusa. Rusia llevó a cabo un genocidio contra los alemanes étnicos, por lo que ellos ya no pudieron salir de allí. 

#### Resto delsigloXIX: principalmente en el conurbano bonarense
En cambio, los suabos del Danubio, dado los conflictos específicos que tuvieron lugar en sus tierras natales y un período más prolongado en el que pudieron emigrar, también llegaron a la Argentina en oleadas tardías, es decir, ya fuera del auge de la Gran inmigración europea al país. Por ejemplo, algunos llegaron en la década de 1920 y comienzos de la de 1930. Y esas emigraciones tardías presentaron una gran diferencia, dado que gran parte de estos suabos del Danubio ya no se sumaron a las colonias de alemanes del interior del país, sino que directamente se asentaron en el extrarradio obrero e industrial de la ciudad de Buenos Aires, conocido como conurbano bonaerense, donde mantener vivos sus valores sería un reto.
Precisamente, en 1918, tras el final de la Primera Guerra Mundial, el Imperio austrohúngaro, que era multiétnico, fue desmembrado en múltiples Estados nación. Eso hizo que, de un momento a otro, los suabos del Danubio quedaran viviendo en diferentes países. En ese clima de nacionalismo étnico, los suabos del Danubio tuvieron que luchar mucho para gozar de igualdad legal como el resto de los ciudadanos y para preservar su cultura. 
Desde entonces, sus pasaportes decían que habían nacido en Hungría (más propiamente: República Popular de Hungría (1918-1919), República Soviética Húngara o Reino de Hungría (1920-1946)), el Reino de los Serbios, Croatas y Eslovenos (también conocido como Yugoslavia), o Rumania (Reino de Rumania), respectivamente, y así fueron registrados al ingresar a Argentina (por ejemplo, Francisco Kröpfl, suabo del Danubio registrado como rumano en Argentina, quien se convertiría más tarde en un gran compositor argentino). Sin embargo, tal como en el pasado, esos eran solo sus lugares de nacimiento y no su nacionalidad: ellos tenían apellidos alemanes, hablaban alemán y mantenían su conciencia étnica intacta.
Una parte importante de esta oleada tardía de suabos del Danubio se radicó en torno al área industrial de la localidad de Piñeyro, en la zona sur del extrarradio obrero de la capital de Argentina, lo que explica una parte de los apellidos alemanes en los municipios bonaerenses de Lanús y Avellaneda, los cuales se extienden a cada uno de los lados de dicha localidad. 
La remarcable cultura del trabajo de los alemanes pronto les permitió a varios de ellos mudarse al que, por entonces, era un lugar de mejores condiciones: el Partido de Lomas de Zamora, muy especialmente en cercanías a la ciudad de Temperley, también en las afueras de Buenos Aires, aunque un poco más al sur.
Otros suabos del Danubio de emigración tardía se radicaron en el Partido de General San Martín (muy especialmente en la ciudad de Villa Ballester, que también había recibido alemanes étnicos de otros lugares) y en el Partido de Quilmes, ambos municipios que también se encuentran en las afueras de la ciudad de Buenos Aires, es decir, en el extrarradio obrero de la capital. El Partido de Quilmes en particular ya tenía una comunidad alemana desde 1888, año en el que el empresario alemán Otto Bemberg había fundado allí la Cervecería Quilmes, en la cual empleó a varios compatriotas suyos. Otros alemanes radicados en el Partido de Quilmes trabajaron en la cervecería Bieckert, la cristalería Rigolleau (que fabricaba las botellas para esas cervecerías) o en la Compañía Argentina de Electricidad (CADE), entre otras industrias.
Finalmente, la Segunda Guerra Mundial hizo que llegaran algunos suabos del Danubio más, radicándose asimismo en Buenos Aires o sus afueras.
Esta emigración tardía, hacia la periferia de la capital del país y sin mayores posibilidades de sumarse a otros grupos de alemanes como consecuencia de los sitios de asentamiento elegidos, ha hecho que crearan organizaciones cuyos nombres hacen referencia específicamente al origen «suabo», como la «Sociedad suaba de deportes y gimnasia Piñeyro», también conocida como «Club Piñeyro» y ubicada en la ciudad del mismo nombre; la «Donauschwaben Verein» (en español, Asociación Suabos del Danubio) ubicada en la ciudad de Villa Ballester; y la «Sociedad Suaba de Bernal» y el «Club Social Alemán de Bernal» (también fundado por suabos del Danubio), estos dos últimos ubicados precisamente en la ciudad de Bernal, la cual se encuentra en el Partido de Quilmes. En tanto, en la ciudad de Temperley fundaron la «Sociedad Deportiva y Cultural Jugend vom Süden» (en español, Juventud del Sur).
A diferencia de los alemanes asentados en el interior del país en sus propias colonias, la radicación tardía de los suabos del Danubio en la zona sur del conurbano bonaerense —que actualmente presenta uno de los porcentajes más altos de inmigrantes de otros países de Sudamérica—, ha planteado grandes desafíos a la hora de mantener vigentes los valores culturales en sus hijos, al mismo tiempo que ha condicionado fuertemente las perspectivas maritales de sus descendientes.